# Эрленбах (приток Нидды)
Эрленбах (нем. Erlenbach) — река в Германии, протекает по земле Гессен. Правый приток Нидды. Площадь бассейна реки составляет 71,3 км². Длина реки — 30 км.
Река начинается в горах Таунус на севере Рейнско-Майнской равнины, недалеко от музея народного зодчества Гессенпарк. Впадает в Нидду у города Бад-Фильбель.
Форма названия Arilbach известна с XII века.